# Nou mesos (pel·lícula de 1995)
Nou mesos, titulada originalment en anglès Nine Months, és una comèdia romàntica estrenada el 1995. Protagonitzada per Hugh Grant, Julianne Moore, Jeff Goldblum, Robin Williams i Joan Cusack. Dirigida i escrita per Chris Columbus. Remake de la pel·lícula francesa Neuf mois  (1994). Nou mesos  es va rodar entre el 3 d'octubre de 1994 i el 13 de febrer de 1995 íntegrament a la ciutat de San Francisco, Califòrnia, Estats Units. Ha estat doblada al català

## Argument
Samuel Faulkner (Hugh Grant) és un home guapo que ho té tot, una promesa encantadora i guapa, una clínica de psicología infantil que funciona perfectament i dona beneficis i un preciós Porsche vermell, al que Sam considera com el seu propi nadó. Però tot això perilla quan la seva promesa Rebecca (Julianne Moore) li comunica que està embarassada del seu primer fill. A Sam li fa pànic la responsabilitat de tenir un fill, no es troba preparat per això, fins i tot pot ser que hagi de desfer-se del seu cotxe.
Durant l'embaràs suportaran els consells d'una parella a la que li encanten els nens (Joan Cusack i Tom Arnold), que no deixa de ser un matrimoni una mica pesat i excèntric; per l'altre costat estarà l'amic de Sam, Sean (Jeff Goldblum), un home madur i sense cap mena de responsabilitats que l'únic que vol és viure la vida. I per si no n'hi hagués prou el ginecòleg que els ha tocat, el Dr. Kosevich (Robin Williams) és rus i està com un llum. Sam té nou mesos per madurar i afrontar la seva paternitat o perdre-ho tot, fins i tot la seva promesa i el seu futur primogènit.

## Repartiment
- Hugh Grant (Samuel Faulkner)
- Julianne Moore (Rebecca Taylor)
- Robin Williams (Dr. Kosevich)
- Jeff Goldblum (Sean Fletcher)
- Joan Cusack (Gail Dwyer)
- Tom Arnold (Martin Dwyer)

## Rebuda
Segons la pàgina d'Internet Rotten Tomatoes, va obtenir un 25% de comentaris positius. El crític cinematogràfic Fernando Morales, del diari El País, va descriure la cinta com a «simpàtica, divertida i amb molt d'encant». Va recaptar als Estats Units 69 milions de dòlars. Sumant les recaptacions internacionals la xifra va pujar a 138 milions.

## DVD
Nou mesos va sortir a la venda el 9 de gener de 2007 a Espanya, en format DVD. El disc conté menús interactius, accés directe a escenes, subtítols i audio en múltiples idiomes i tràiler cinematogràfic. Als Estats Units va sortir a la venda el 17 d'abril de 2001, en format. DVD. El disc conté menús interactius, accés directe a escenes, subtítols i audio en múltiples idiomes.